# Männergarten

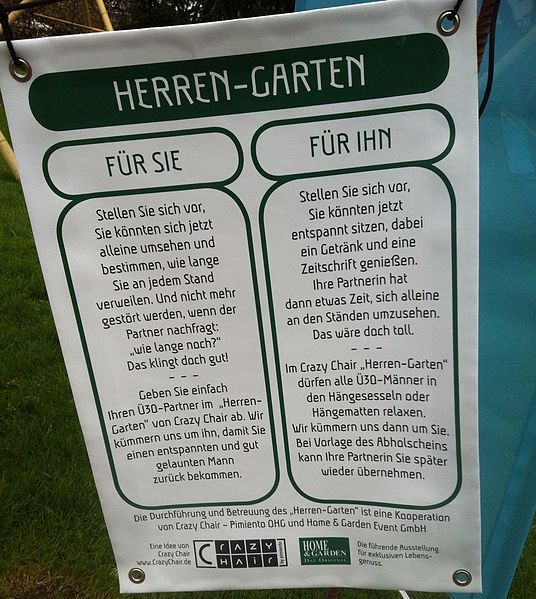
Herrengarten auf einer Ausstellung

Ein Männergarten, analog zu Kindergarten, auch Männerhort oder Männerabgabe, ist eine meist gastronomische Einrichtung mit „männertypischem“ Freizeitangebot, in der Männer für die Dauer des Einkaufsbummels ihrer Partner, Frauen oder Freundinnen, „abgegeben und betreut werden können“. Der Begriff Männergarten wurde historisch auch für geschlechtsspezifisch getrennte Garten- und Freiraumaufenthalts-Bereiche für Männer, etwa in historischen Psychiatrieanstalten oder Kliniken und Klöstern, verwendet. Die Deutsche Welle, der Auslandsrundfunk der Bundesrepublik Deutschland, spricht in diesem Zusammenhang in ihrem englischsprachigen Onlineangebot von einem adult daycare center.
Gelegentlich ist auch der Begriff Männerparkplatz anzutreffen, der meist kleinere und „unbetreute“ Warte- und Sitzplatzangebote für Männer in Einkaufsumgebungen für Frauen bezeichnet. Die eher informelle englische Bezeichnung dafür ist husband chair.

## Geschichte

### Männergarten, Männerhort, Männerabgabe

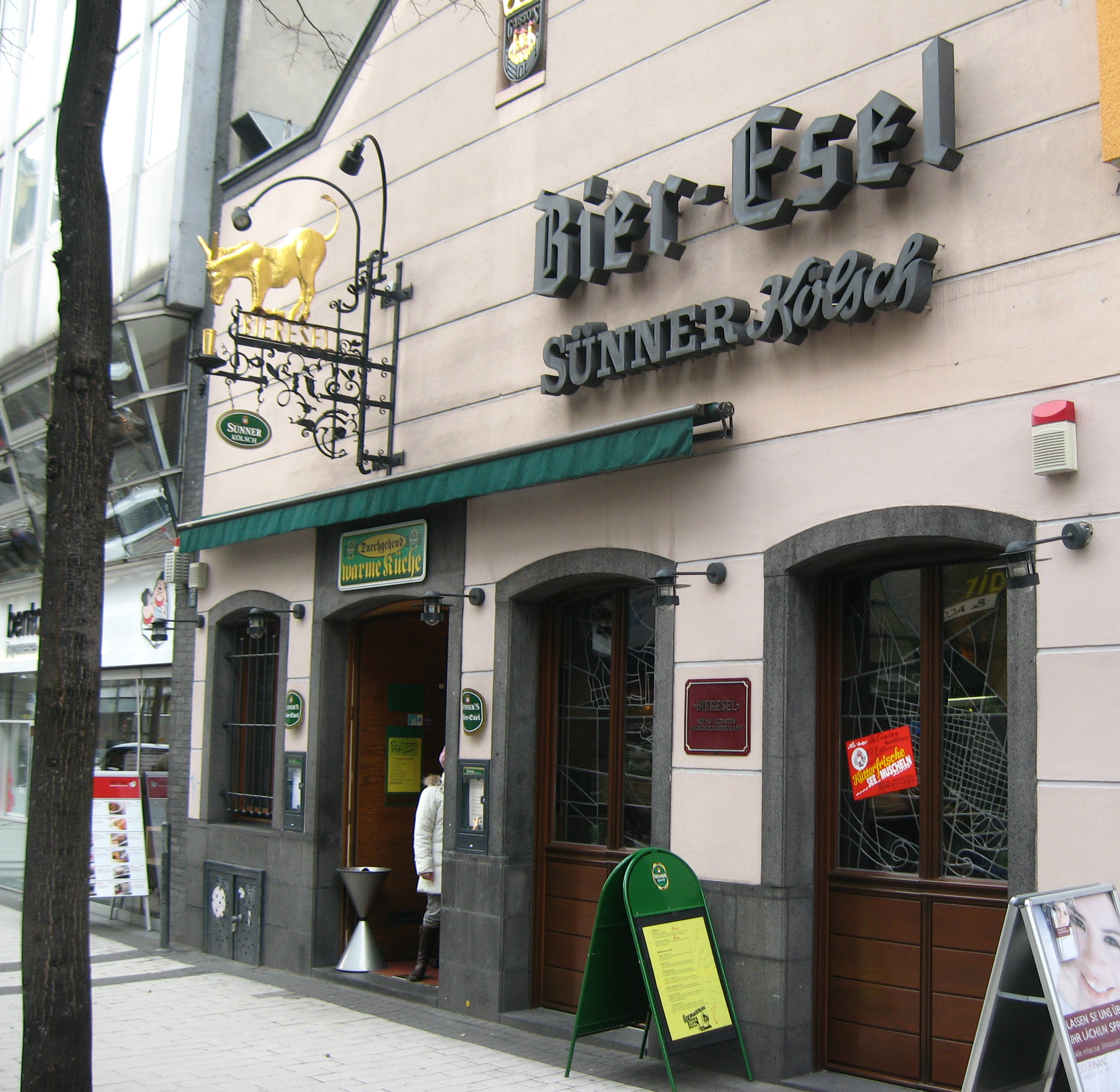
Der Kölner Bier-Esel

Als erste „Betreuungseinrichtung“ dieser Art wurde 2003 ein sogenannter Männergarten in einem Lokal in der Bleichenhof-Passage in Hamburg eröffnet, in dem jeden Samstag Männern gegen ein pauschales Entgelt eine Mahlzeit, zwei (Bier-)Getränke und verschiedene „männertypische“ Freizeitbeschäftigungen (Modellbahn, Herrenmagazine, Handwerken und Sportübertragungen) angeboten wurden. Diese neue Marketingidee hatte ein größeres Presseaufsehen zur Folge und fand deutschlandweit mehrere Nachahmer. So wurde im gleichen Jahr im Kölner Traditions-Gasthaus Bier-Esel der erste „Männergarten“ in Nordrhein-Westfalen als regelmäßiges Angebot eingerichtet. Männer konnten dort samstags Skat spielen, Knobeln, Männermagazine lesen oder andere als besonders „mannhaft“ geltende Dinge im Biergarten des Lokals „kultivieren“.
Ein Hamburger Rodizio-Restaurant, das beim Marketing gezielt mit Busreiseunternehmen zusammenarbeitet und auch ganze Programme für Busreisegruppen zusammenstellt, bot seit 2007 ebenfalls eine entsprechende „Betreuungseinrichtung“ für Männer an. Ehefrauen oder Freundinnen, die – meist von außerhalb kommend – mit dem Bus auf Shoppingtour in Hamburg unterwegs waren, konnten ihre Männer im Männergarten des Restaurants „abgeben“. Neben dem kulinarischen Angebot an Grillspießfleisch nach brasilianischer Art, das sich vor allem an „echte Fleischliebhaber“ wendet und damit eine Männerdomäne darstellen soll, konnten die „geparkten“ Männer im Lokal Erfrischungsgetränke und Herrenmagazine konsumieren, aber auch Brauereien oder Zigarrendreher besuchen.
Inzwischen werden Männergärten auch als Veranstaltungen organisiert. Beispielsweise machten 2013 die Verkaufsfiliale eines Trachtenherstellers und das angeschlossene Veranstaltungslokal in Obernzell gemeinsam Werbung mit einem ganztägigen Männergarten an einem Einkaufssamstag; das „männerspezifische“ Angebot reichte von Weißwurstfrühschoppen, Mittagstisch, Nachmittagskaffee und Brotzeit über Preisschafkopfen, Wettnageln bis hin zu einem Treffen mit historischen Mopeds. Die Stadt Xanten bot zum Weltfrauentag 2012 neben einem frauenspezifischen Programm auch eine „Männerabgabe“ in einem Computerladen an.
Vergleichbare „Betreuungseinrichtungen“ sind gelegentlich auch in Frankreich unter der Bezeichnung Garderie pour hommes („Männerhort“) anzutreffen. So gibt es zum Beispiel seit Mitte der 2000er Jahre einen Männerhort in den Galeries Lafayette in Paris. 2010 wurde im Einkaufszentrum Carré Sénartin in Lieusaint im Département Seine-et-Marne nahe Paris in einer zeitlich begrenzten Aktion ein Männerhort mit Video-Spielkonsolen, Autozeitschriften und Modellautorennbahn eingerichtet.
Der international vertretene Einrichtungskonzern IKEA hatte 2011 für vier Tage über das Vatertagswochenende in seinem Einrichtungsmarkt im australischen Sydney analog dem konzernüblichen Kinderhortangebot Småland ein Manland eingerichtet, einen für Männer ausgewiesenen Aufenthalts- und Spielbereich mit Spielkonsolen, Flipperautomaten und Kickertischen sowie einem kostenlosen Erfrischungsgetränke- und Hot-Dog-Angebot. Ähnlich wie bei den Kindern gab es Namensaufkleber und eine Erinnerung für die Begleiterin nach 30 Minuten sowie notfalls einen Ausruf, wenn die Frauen zu lange in den Einkaufsbereichen verweilten. Nach Presseberichten überlegt der Einrichtungskonzern auch, solche „Spiellandschaften für Männer“ in seinen Filialen in der Schweiz einzuführen.

### Männerparkplatz
Der gelegentlich anzutreffende Begriff Männerparkpatz spielt auf den Parkplatz als Abstellfläche für Fahrzeuge an und bezeichnet meist ein spezielles Warte- und Sitzplatzangebot für Männer in Kaufhäusern, Einkaufszentren oder großen Läden in Bereichen mit frauenspezifischem Warenangebot wie etwa Damenmode oder Kosmetik. Eine entsprechende Einrichtung findet sich zum Beispiel seit Mitte der 2000er Jahre in der Damenabteilung eines Kaufhauses in Stuttgart, dort in Form einer Sitzgruppe aus vier Stühlen und einem runden Tischchen mit einigen Zeitschriften, gekennzeichnet mit einem großen Hinweisschild, das mit einem dem üblichen Parkplatzschild entlehnten „P“ und dem Begriff „Männer-Parkplatz“ beschriftet ist. In einem 2011 eröffneten Designer-Damenmodengeschäft in der Altmarkt-Galerie in Dresden wurde ein Männerparkplatz eingerichtet, der in Anpassung an das gehobene Ambiente des Ladens u. a. mit einer mit weißem Leder bezogenen Polstersitzgruppe ausgestattet wurde.
Die Übergänge zum Männergarten sind fließend, teils finden sich auch Männerparkplätze mit einem über die Auslage von einigen Zeitschriften hinausgehenden, männerspezifischen Unterhaltungsangebot. So wurde der mit Ruhesesseln und niedrigen Abstelltischen bestückte „Männerparkplatz“ in einem Einkaufszentrum in der französischen Normandie zusätzlich mit einem Fernseher ausgestattet, in dem z. B. 2006 ein DVD-Film mit „den 100 besten Fußball-Toren des Jahrhunderts“ in fortlaufender Wiederholung gezeigt wurde.

## Hintergründe und kulturelle Einflüsse
Die Einrichtungen sind über humorige oder scherzhaft gemeinte Veranstaltungen hinaus Ausdruck eines geschlechtsspezifischen Marketings, das unter dem Begriff Gendermarketing wissenschaftlich untersucht wird. Verschiedene Handelsunternehmen und Betreiber von Einkaufszentren etc. sowie Marketinginstitutionen reagieren mit solchen Einrichtungen auf Entwicklungen und Untersuchungen eines geschlechtsspezifischen Käuferverhaltens. So gehen zum Beispiel die Manland-Pläne des IKEA-Konzerns auf Umfrageergebnisse zurück, wonach u. a. „ein Viertel der Paare auf Shoppingtouren in Streit geraten und ein Drittel beim Shoppen schon einmal den Partner aus den Augen verloren habe“.
Antje Schrupp befasste sich unter anderem 2013 auf ihrem Blog mit einer Reihe von Pressemeldungen zu genderspezifischen Bratwürsten.
Eine Komödie von Kristof Magnusson thematisiert ein Zwischending: Der titelgebende Männerhort ist zwar in einem Einkaufszentrum eingerichtet, aber letztendlich nur den drei Protagonisten zugänglich.